# Anton Fortič
Anton Fortič, slovenski politik, * pozno 19. stoletje
Anton Fortič je bil deželni uradnik. 1. novembra 1923 je nasledil Miho Korena na položaju župana Občine Trbovlje. Funkcijo je opravljal do 16. oktobra 1924, ko ga je nasledil prav tako deželni uradnik, nekdanji okrajni glavar Ludvik Pinkava.